# Contea di Lyon (Iowa)
La contea di Lyon (in inglese Lyon County) è una contea dello Stato dell'Iowa, negli Stati Uniti. La popolazione al censimento del 2000 era di 11 763 abitanti. Il capoluogo di contea è Rock Rapids.